# Bolesław Michał Kasprowicz
Bolesław Michał Kasprowicz (ur. 29 września 1859 w Czempiniu, zm. 15 października 1943 w Warszawie) – polski przemysłowiec, kupiec, działacz narodowy, fundator, prezydent i honorowy obywatel Gniezna, pierwszy polski prezes Izby Przemysłowo-Handlowej w Bydgoszczy, organizator Giełdy Drzewnej w Bydgoszczy.

## Życiorys
Był synem Dionizego Kasprowicza i Salomei z Kuczyńskich. Ukończył szkołę handlową w Poznaniu. W 1888 roku założył fabrykę wódek, która była jednym z pierwszych polskich zakładów tego typu na ziemiach pruskich. Wytwórnia znana była z wyrabiania trunków o polsko brzmiących nazwach i produkcji wielu ich gatunków (wódki, likiery, koniaki). Bolesław Kasprowicz eksportował swoje wyroby do Niemiec, Szwajcarii, Szwecji, Turcji, Francji oraz Stanów Zjednoczonych. Logiem firmy był karp oraz litery „B.K.”

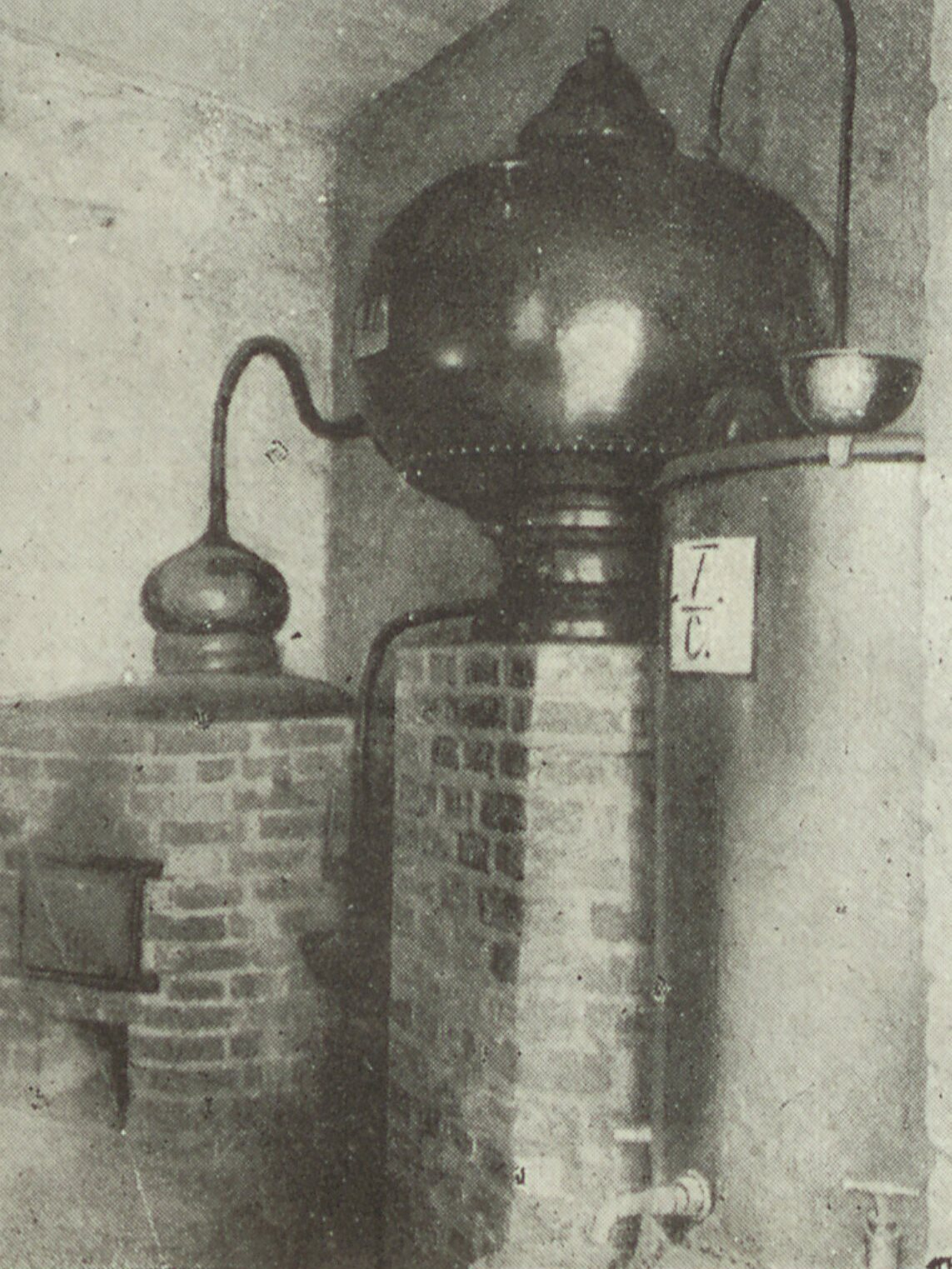
Aparat do wypalania koniaków
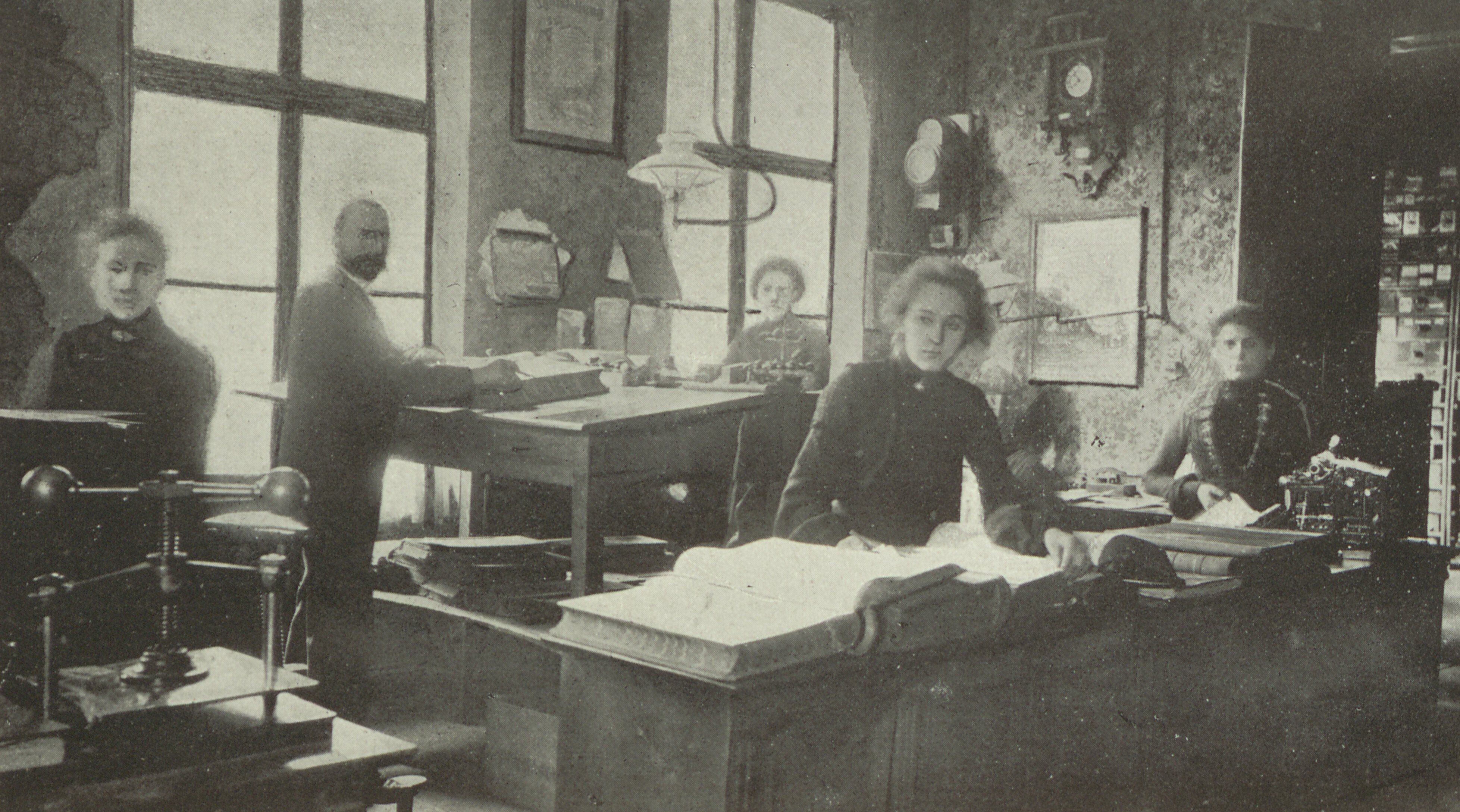
Jeden z kantorów
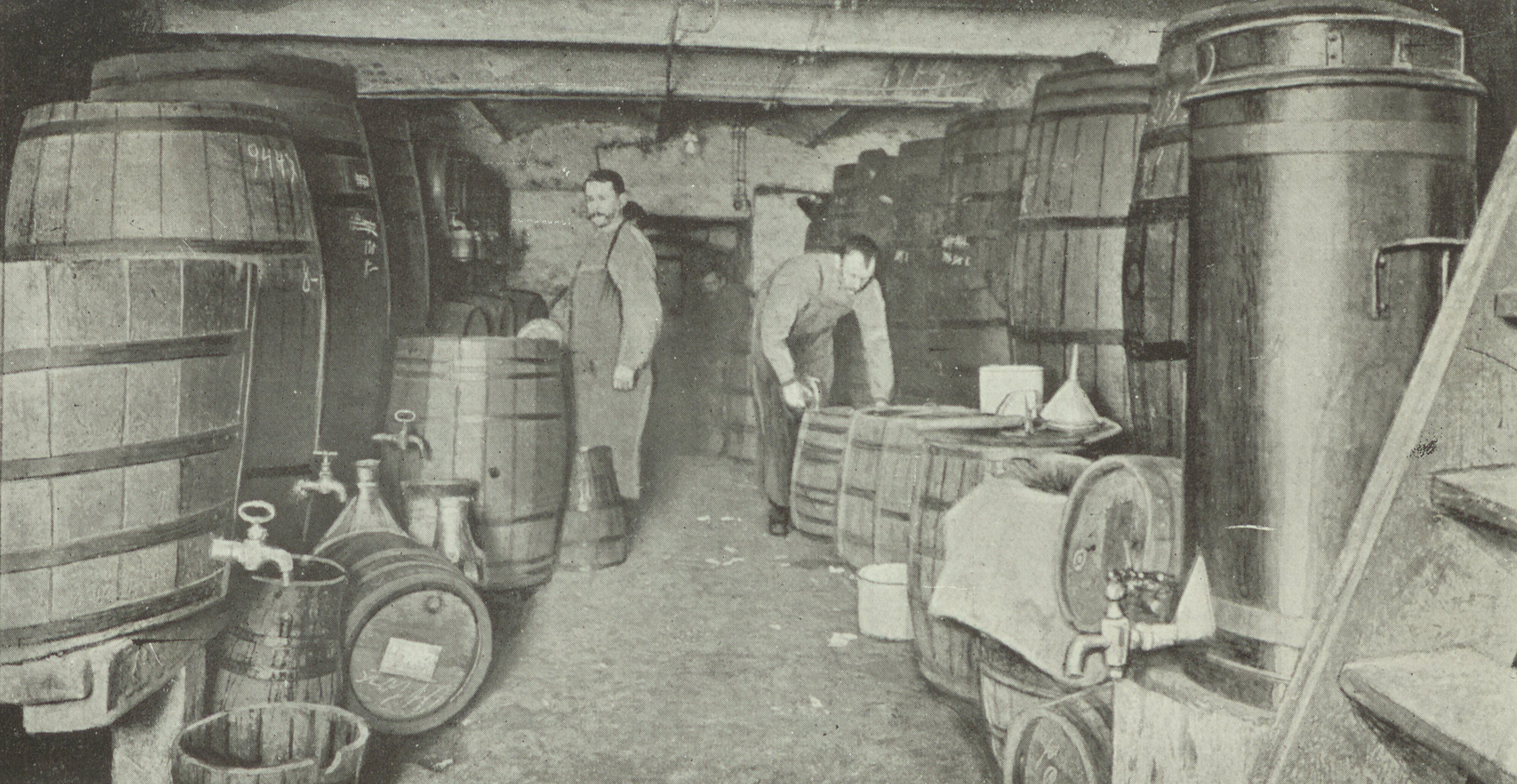
Jeden z oddziałów ekspedycji sądkowej
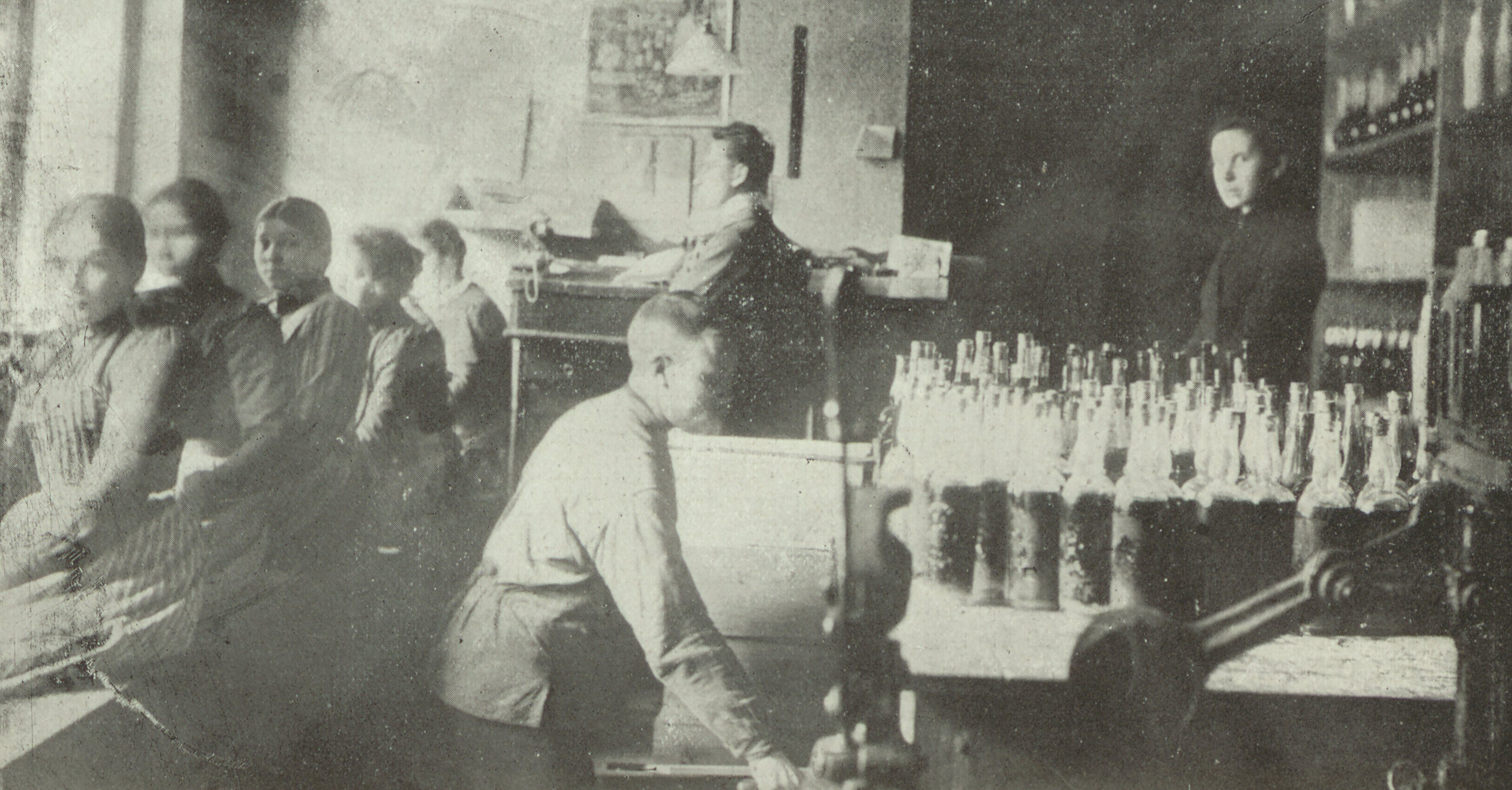
Jeden z oddziałów ekspedycji butelkowej
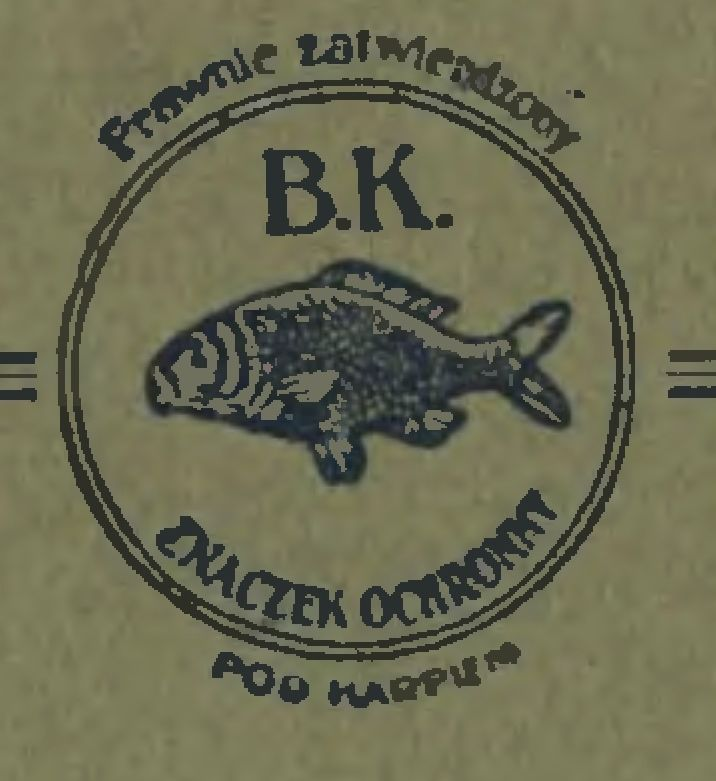
Znak graficzny Fabryki wódek zdrowotnych i deserowych B KASPROWICZ
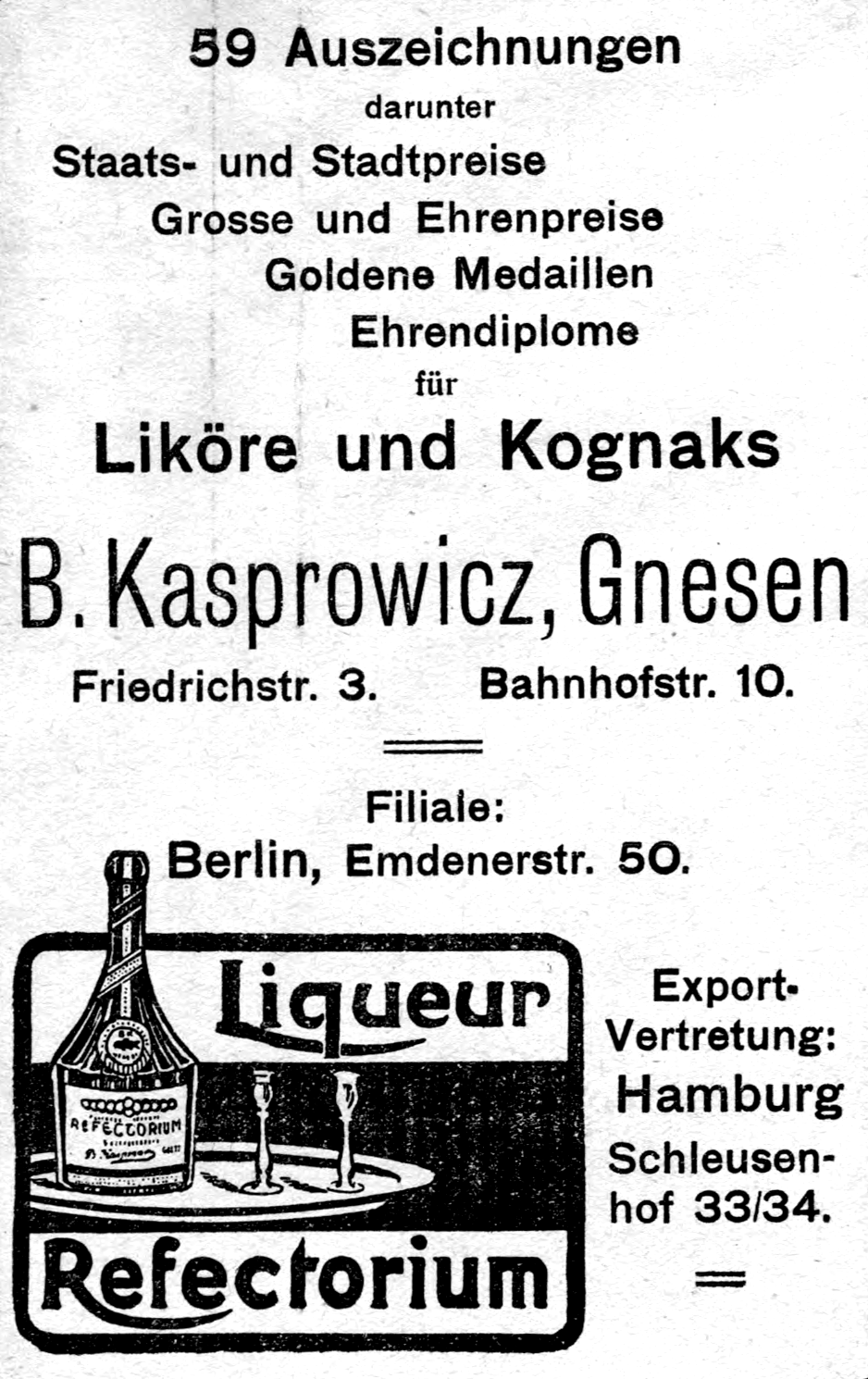
Niemieckojęzyczna reklama sklepów firmowych Bolesława Kasprowicza w Gnieźnie i w Berlinie, ok. 1913 r.

Bolesław Kasprowicz zasłużył się dla rozwoju polskiego życia społecznego i gospodarczego na Pomorzu. Był znanym filantropem. Zasiadał w magistracie Gniezna, a w 1919 roku objął funkcję polskiego prezydenta miasta. Ufundował Gimnazjum Żeńskie im. błogosławionej Jolenty. Wsparł przygotowania do wybuchu Powstania Wielkopolskiego, w którym udział wziął jego syn Bolesław Piotr Kasprowicz. Współorganizował Targi Poznańskie. W latach 1918–1920 był pierwszym polskim prezesem Izby Przemysłowo-Handlowej w Bydgoszczy.
W 1935 otrzymał tytuł Honorowego Obywatela Miasta Gniezna.
W czasie II wojny światowej został wysiedlony do Generalnego Gubernatorstwa. Najpierw przebywał wraz z rodziną w Krośnie, a potem w Warszawie, gdzie w 1943 roku zmarł.
Pochowany na Cmentarzu św. Piotra i Pawła w Gnieźnie.

## Ordery i odznaczenia
- Krzyż Oficerski Orderu Odrodzenia Polski (30 kwietnia 1925)[2][3]
- Złoty Krzyż Zasługi (22 grudnia 1933)[4]
- Medal Niepodległości (8 listopada 1937)[5]
- Krzyż Komandorski Orderu Lwa Białego (Czechy)[3]